# 野川諭生
野川 諭生（のがわ ゆう、1993年8月29日 - ）は、テレビ新広島の男性アナウンサー。東京都出身。元新潟テレビ21アナウンサー。

## 来歴・人物
東京都江戸川区で、祖父・父と2代続く読売ジャイアンツファンの家庭に生まれる。本人は東京出身だが、父祖の地は福島県の小野町である。
小学校～中学校時代に軟式野球、また小学校時代には相撲もしていた。
小学1年生から4年生までを千代田区の神田で過ごし、小学5年生から中学3年生まで関西の学校で寮生活をしていた。
中学校・高等学校第一種教員免許（音楽）を保有。また、カープファン倶楽部の会員である。
少年期より前田智徳選手に憧れて育ち、8歳からという筋金入りのカープファン。
小学2年生の時、父が見ていた巨人戦中継に映った相手チームの選手に目がくぎ付けになった。白地に赤のストライプが入ったユニホームを華麗に着こなす背番号1番。その選手こそ、広島東洋カープの前田智徳であった。視線を動かすことができず、その瞬間、野川の心は真っ赤に染まった。
はじめて広島を訪れたのは大学2年生の夏で、東京から青春18きっぷを使い、在来線を乗り継いで15時間以上かけての来訪だった。
2013年10月3日のマツダスタジアムで行われた前田智徳の引退試合には大学を休んで駆けつけた。号泣しながら最後の時間を見届けた時に「この球場の熱を、スタジアムに来られない人たちに届けたい」と思い、アナウンサーを目指すことを決意したという。
2016年に新潟テレビ21へアナウンサーとして入社するもカープに携わりたい気持ちを抑えきれず、2019年1月にテレビ新広島へ移籍入社した。
鉄道ファンでもあり、TSSライク！では鉄道に関するコーナーを担当。公式ブログの内容はそのほぼ全てが鉄道駅に関連する事柄となっているほか、鉄道をテーマにした講演会の講師も務めている。

## 出演

### テレビ
新潟テレビ21
- 全国高校野球選手権大会中継（2016年）リポーター
- UXニュース

テレビ新広島
- ひろしま満点ママ!!
  - 月曜コーナー「どこいる?LIVE」
  - 金曜コーナー「ちょこっとスポラバ」（山内泰幸（カープOB）とコンビで担当）
  - 金曜コーナー「のがちゃんの家事ってエクササイズ!」
  - 木・金曜MC（2020年）
  - 金曜MC（2020年 - 2021年）
- TSSプライムフライデー コーナー「早刷り!スポラバSMVP(Satake’s Most Valuable Player)」 - ナレーション
- 全力応援 スポーツLOVERS - ナレーション
- TSS全力応援!Carp中継 - 実況
  - 深井瞬アナウンサーが実況の際はベンチリポート
- 広島ローカルニュース
- CM「アクターズスクール広島」（2019年）
- TSSプライムニュース - 金田祐幸の代打MC
- 広島県スポーツ少年団バレーボール交歓大会 - 実況
- わがまま!気まま!旅気分 やまなみドライブツアー（2020年）さいねい龍二と旅人
- 第73回全日本バレーボール高等学校選手権大会 広島県大会決勝（2020年）実況
- TSSライク!（2021年2月 - ）MC
  - コーナー「てっちゃん野川のローカル魂てつたま」（2022年10月5日 - ）
- TSSライク!参議院広島選挙区再選挙 報道特番（2021年4月25日）司会
- てっちゃん野川の鉄分多めで出発進行!（2024年4月5日）
- Live選挙サンデー超速報SP（2024年10月27日）キャスター
- 広がれ！ゴミゼロの輪（2024年12月7日）ナレーター

### その他
- デイリースポーツ広島版 コラム連載（2019年5月 - ）
- 講演会「てっちゃん野川の鉄道愛を語る〜広島の鉄道と山陽新幹線〜」（2025年7月26日、会場：広島県立歴史博物館）[11][12]